# 腐男子家族
『腐男子家族』（ふだんしかぞく）は、すずり街による日本の漫画作品。一家全員がボーイズラブ作品が好きな「腐男子」たちのオタク活動を描いたホームコメディ作品。pixivコミック内のウェブコミック配信サイト『ガンガンpixiv』（スクウェア・エニックス）にて2019年1月12日から2022年9月17日まで連載された。
2018年1月5日に作者が自身のツイッターに『家族全員「ふ」がつく人の話』として投稿し、これが『ガンガンpixiv』にて連載化することとなった。

## あらすじ
隠れ腐男子の早乙女楓は、大好きなボーイズラブ同人作家のチェリー先生の新刊を求めて同人誌即売会に勇気を出して向かった。しかし、そのブースに座っていたのは、弟と遊園地に行ったはずの自分の父親早乙女椿だった。さらにそこに弟の早乙女桜まで現れた。実はチェリー先生は桜なのだが、兄にバレたくなかったため父がチェリー先生であると嘘を吐かせるのだった。父・兄・弟の家族3人が腐男子であることが判明したその日から、腐男子オタク活動を行うにぎやかな日常が始まった。

## 登場人物

### 早乙女家
早乙女 楓（さおとめ かえで）
早乙女家長男。高校生。腐男子であることを隠している。見た目はヤンキーだが、わりとピュアである。
早乙女 桜（さおとめ さくら）
早乙女家次男。楓の弟。中学2年生。BL同人作家「チェリー」として活躍している。ブラコンをかなり拗らせている。
早乙女 椿（さおとめ つばき）
シングルファザー。BLについては全ジャンル問わず嗜む。
早乙女 桂（さおとめ かつら）
椿の妻。故人。BL同人作家をしていた。
早乙女 菊蔵（さおとめ きくぞう）
桂の父、椿の義父。一人になった椿にお見合いを勧めている。

### 梅雨崎家
梅雨崎 神矢（つゆさき しんや）
楓の幼馴染。小6のとき転校したが、楓の高校に転入してきた。金銭感覚が狂っている。
梅雨崎 桃源（つゆさき とうげん）
神矢の弟。桜のクラスに転校してきた。個性が強すぎる梅雨崎家の中で比較的まともである。
梅雨崎 桃子（つゆさき ももこ）
桃源の母。
梅雨崎 玉蘭（つゆさき ぎょくらん）
梅雨崎家の長女。
梅雨崎 鏡花（つゆさき きょうか）
梅雨崎家の次女。
梅雨崎 美剣（つゆさき みつるぎ）
梅雨崎家の三女。
梅雨崎家には、この他にも隠し子がいる。

### 楓の通う高校
松口（まつぐち）
楓の同級生。
竹目（たけめ）
楓の同級生。栗栖は従弟。全身に刺青を入れている。舌にもピアスを開けており、隠すために常にマスクをしている。
原（はら）
楓の担任。腐男子である。

### 桜の通う中学校
柿沢（かきざわ）
桜の同級生。ツッコミ役に回ることが多い。
栗栖（くりす）
桜の同級生。竹目は従兄。
野山（のやま）
桜の担任。

### 椿の勤める会社
柊木 幸太郎（ひいらぎ こうたろう）
無表情で無愛想だが、仕事は丁寧。前職で同性が好きなことがバレてしまい、居辛くなって転職した。
林田（はやしだ）
女性の胸が好き。お金を他人に借りる癖がある。
草野（くさの）
クールに見えるが、時に言葉遣いが不良になる。

## 書誌情報
- すずり街 『腐男子家族』 スクウェア・エニックス〈ガンガンコミックスpixiv〉、全7巻
  1. 2019年1月22日発売[3]、ISBN 978-4-7575-5972-1
  2. 2019年8月22日発売[4]、ISBN 978-4-7575-6164-9
  3. 2020年4月22日発売[5]、ISBN 978-4-7575-6567-8
  4. 2020年10月22日発売[6]、ISBN 978-4-7575-6907-2
  5. 2021年5月21日発売[7]、ISBN 978-4-7575-7265-2
  6. 2022年2月22日発売[8]、ISBN 978-4-7575-7750-3
  7. 2022年10月21日発売[9]、ISBN 978-4-7575-7750-3